# Eisstadion Heilbronn
Das Eisstadion Heilbronn ist eine Eissporthalle in der baden-württembergischen Stadt Heilbronn. Mit einer Gesamtkapazität liegt bei 4000 Zuschauern (800 Sitzplätze auf der Haupt- und 3200 Stehplätze auf der Gegentribüne). Sie wurde im November 2002 eingeweiht.

## Geschichte

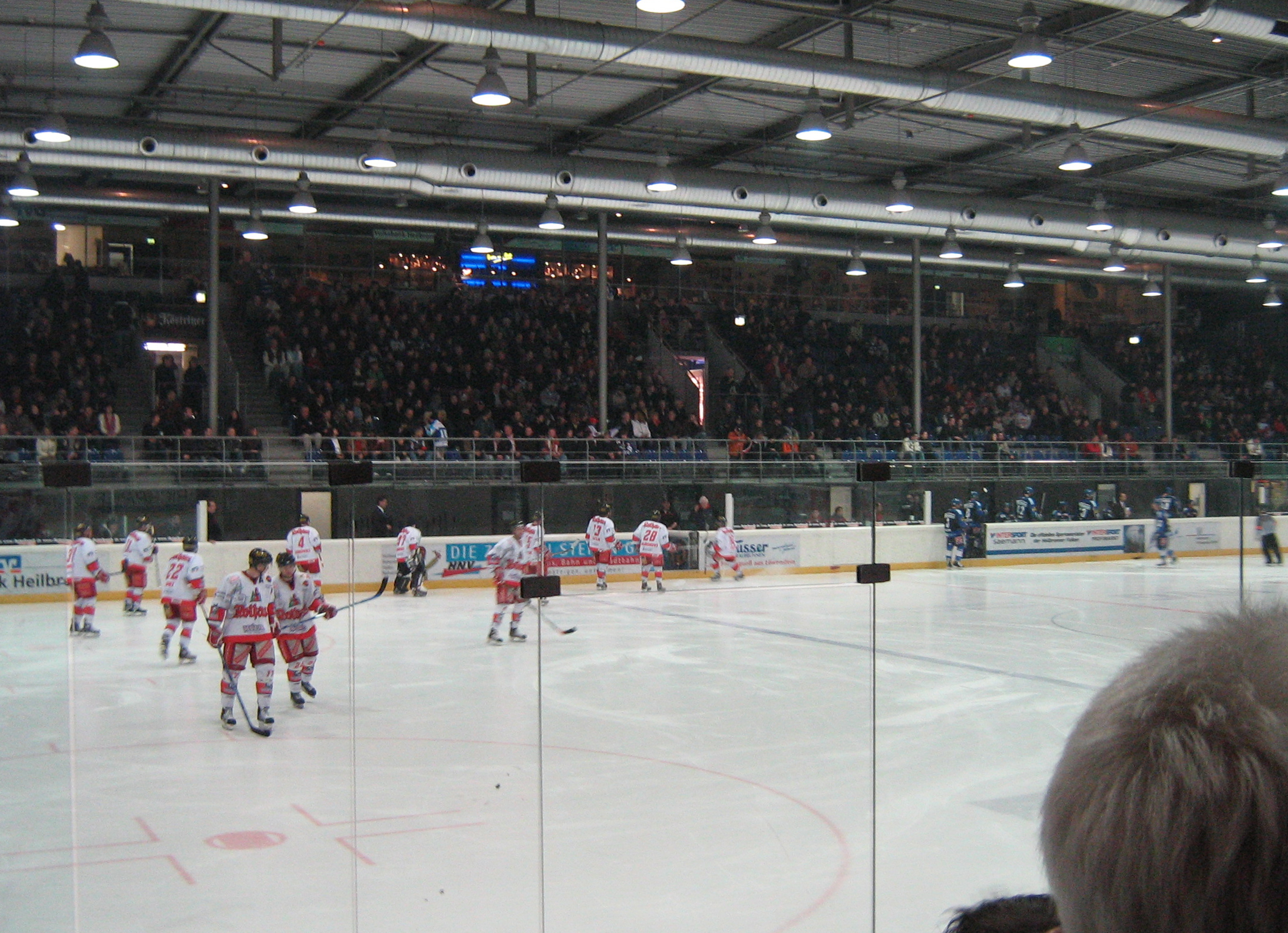
Spiel der Heilbronner Falken im Eisstadion

Die Knorr Arena wurde 2002 von der Stadt Heilbronn nach Plänen des Heilbronner Architekten Jürgen Pils auf den Fundamenten der alten Eishalle am Ufer des Neckars errichtet. Die Form und die blaue Farbgestaltung des Gebäudes sollen an einen Eiswürfel erinnern. Rund 8,2 Millionen Euro kostete der Neubau, bei dem von der Eishalle nur die Fundamente und die Eisfläche mit ihren Kühlrohren übrig blieben. Der Name wies auf einen der Geldgeber hin, den Lebensmittelhersteller Knorr. Die Pächter der Halle sind die Heilbronner Falken. Außer für sportliche Wettkämpfe steht die 1750 m² große Eisfläche auch für Publikumslauf offen.
Die Stadt Heilbronn und die Dieter-Schwarz-Stiftung planen, die Eishalle für die Erweiterung des Bildungscampus Heilbronn abzureißen.

## Name
Im Jahr 2007 wurde die Knorr Arena nach dem neuen Hauptsponsor in Lavatec Arena umbenannt. Seit der Insolvenz der Lavatec GmbH im Frühjahr 2009 und dem damit verbundenen Verlust des Hauptsponsors und Namensgebers wurde das Stadion in Eisstadion Heilbronn umbenannt. Im Januar 2012 wurden die Sponsorenrechte an der Eissporthalle für zunächst fünf Jahre an den Automobilzulieferer KSPG veräußert. Zuletzt hieß das Stadion bis 2020 Kolbenschmidt Arena.